# Florometra
Genre
Florometra est un genre de comatules de la famille des Antedonidae.

## Liste d'espèces
Selon World Register of Marine Species (24 mars 2015) :
- Florometra asperrima (AH Clark, 1907)
- Florometra austini AM Clark, 1967 (in Clark AH & Clark AM, 1967)
- Florometra goughi John, 1939 (in Vaney & John, 1939)
- Florometra magellanica (Bell, 1882)
- Florometra mariae (AH Clark, 1907)
- Florometra mawsoni AH Clark, 1937
- Florometra novaezealandiae McKnight, 1977
- Florometra serratissima (AH Clark, 1907)
- Florometra tanneri (Hartlaub, 1895)

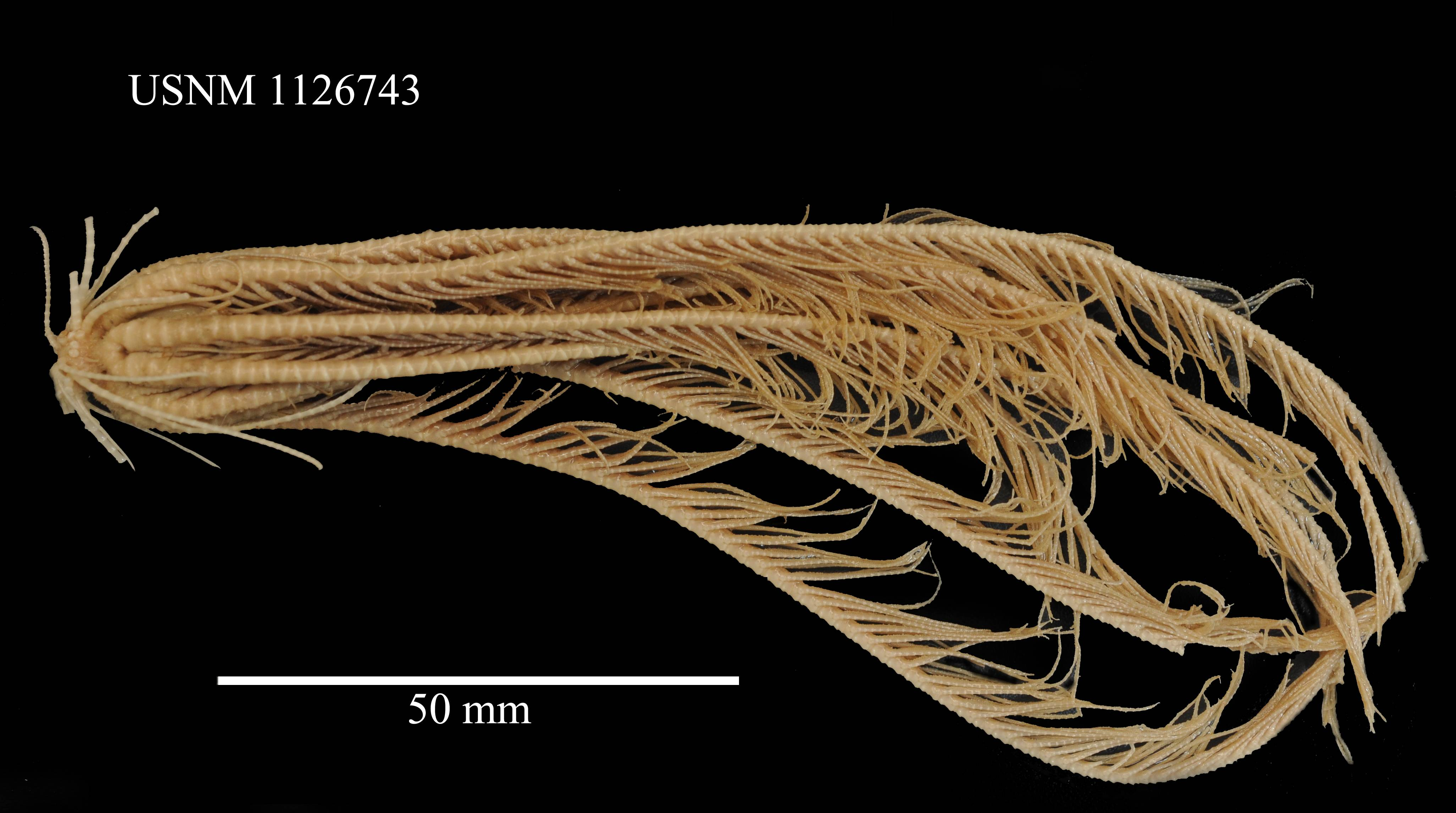
Florometra asperrima
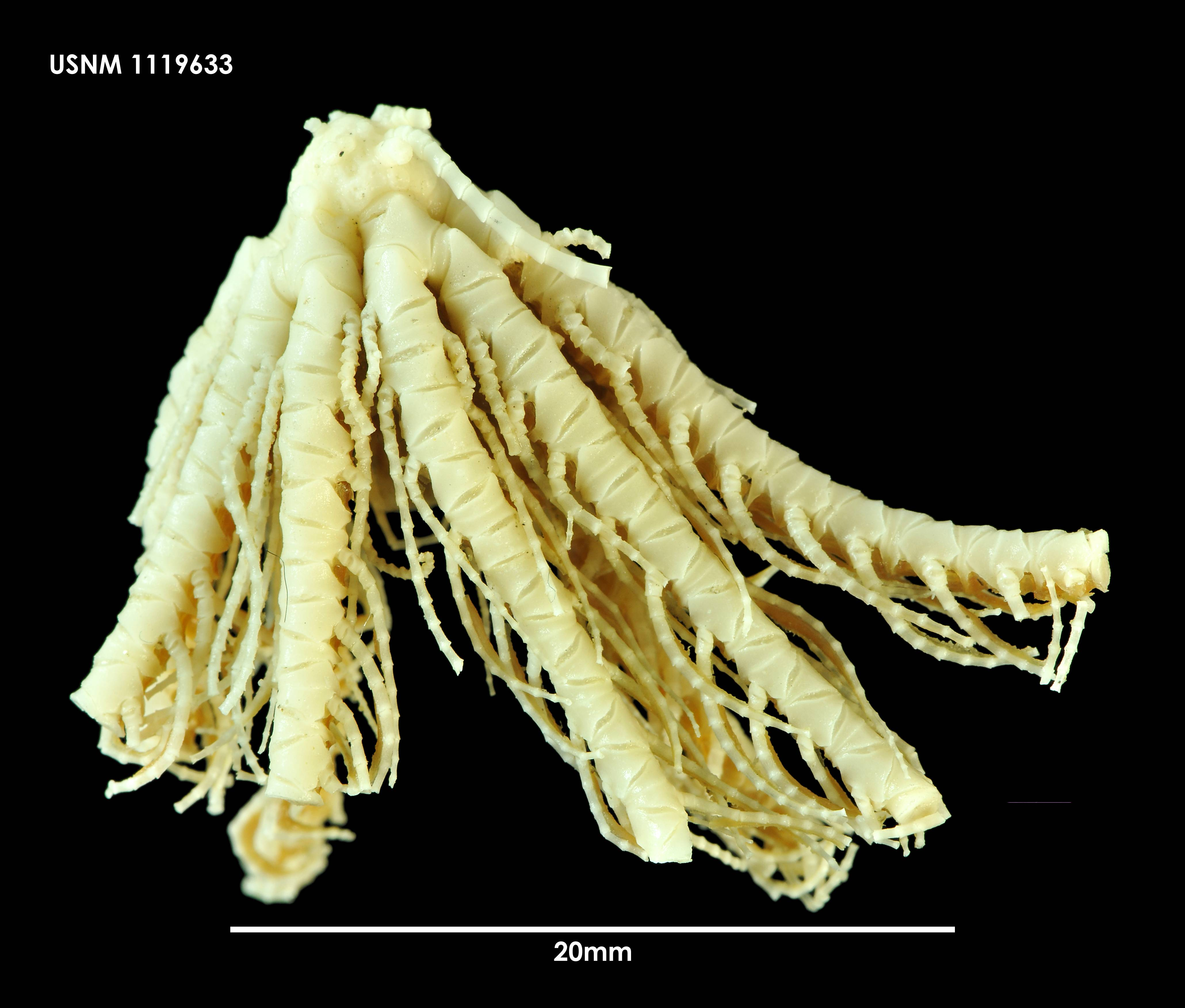
Florometra austini
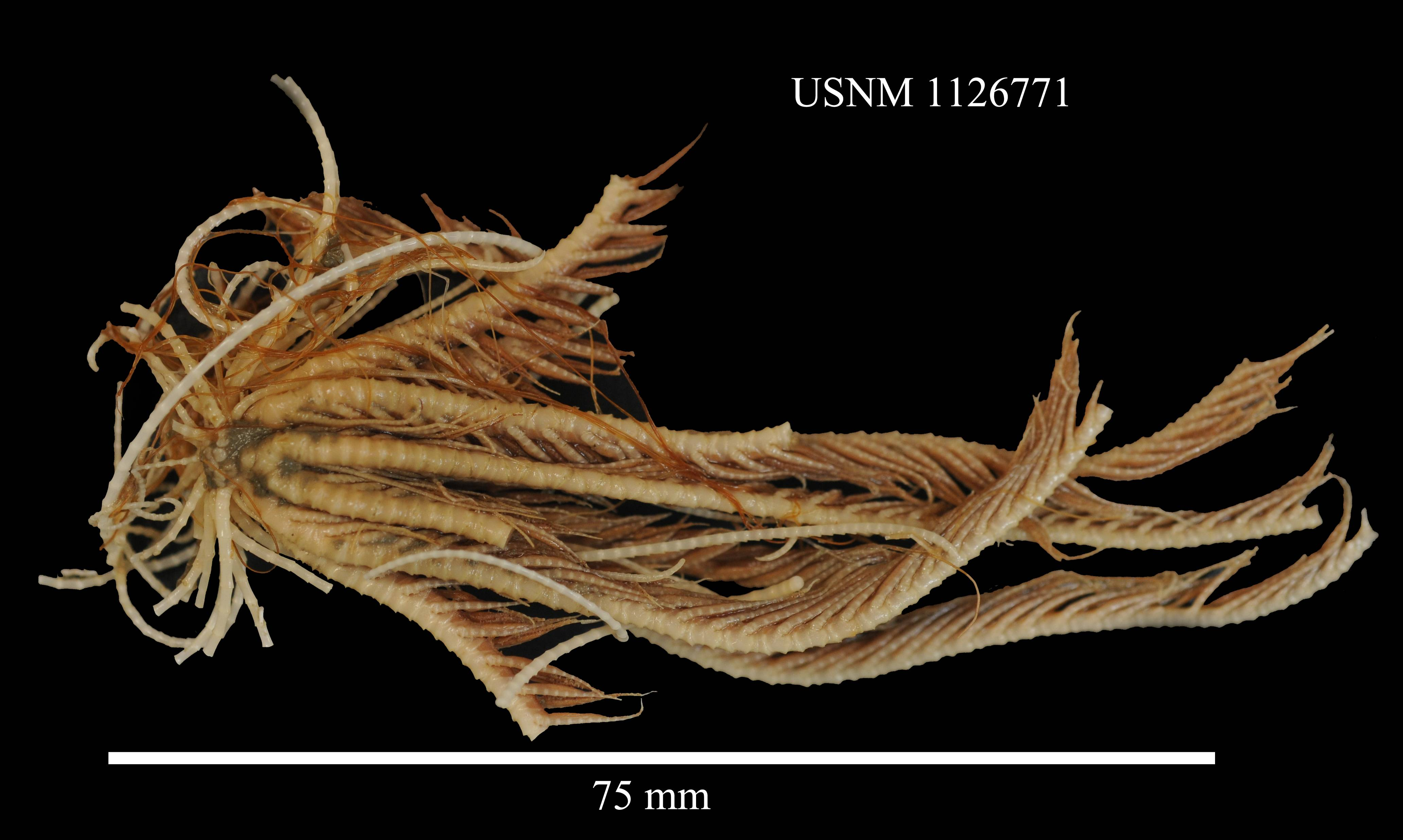
Florometra magellanica
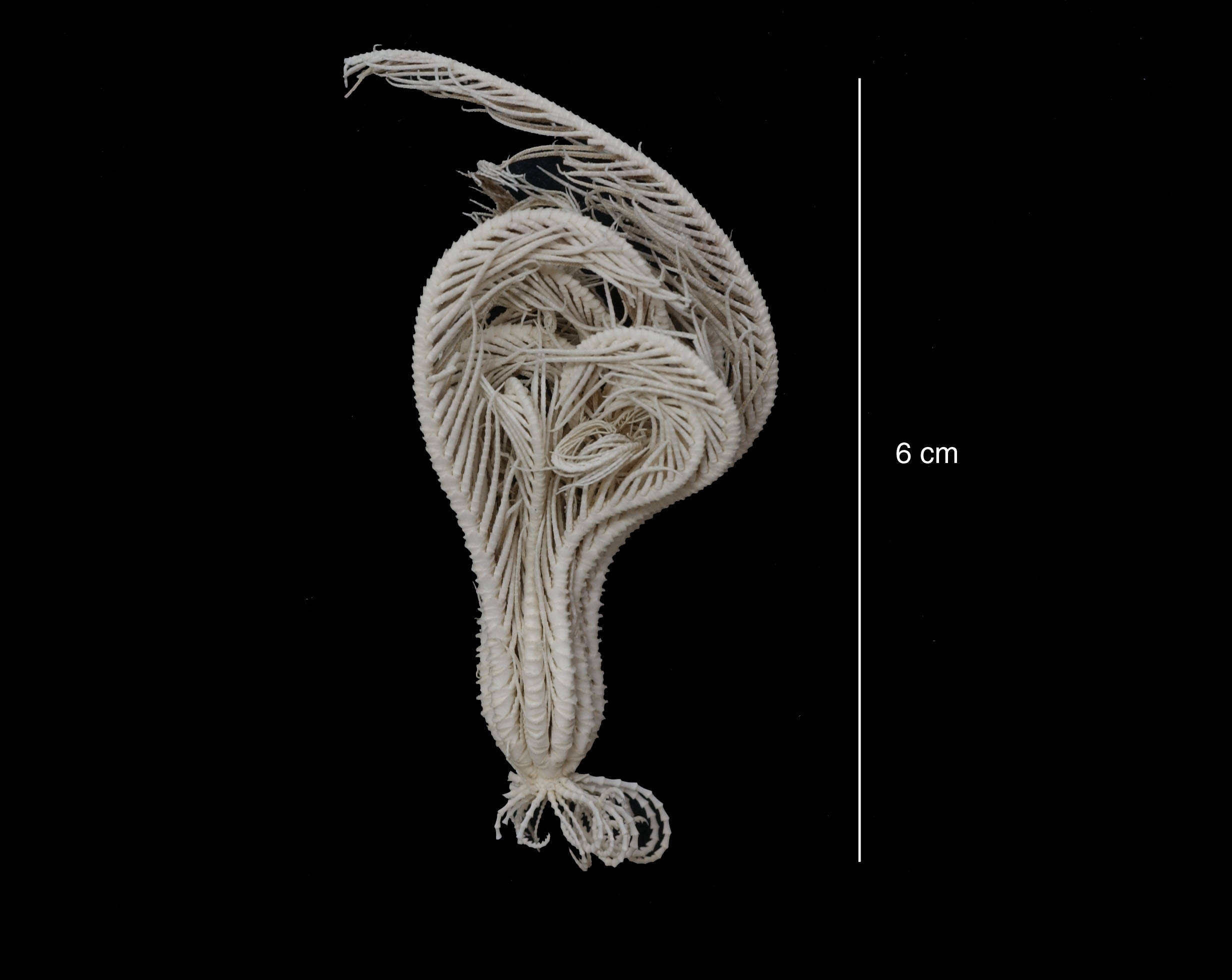
Florometra mawsoni